# Gabriel de Suède
Le prince Gabriel de Suède, duc de Dalécarlie (en suédois : Gabriel Carl Walther av Sverige, hertig av Dalarna), né le 31 août 2017 à Danderyd, est le fils du prince Carl Philip de Suède et de son épouse la princesse Sofia.
Il occupe actuellement la sixième place dans l'ordre de succession au trône suédois, derrière son père et son frère aîné Alexander, et avant son frère cadet Julian.

## Famille
Gabriel de Suède est le deuxième enfant du prince Carl Philip de Suède (1979) et de Sofia Hellqvist (1984). Par son père, il est le petit-fils du roi Charles XVI Gustave (1946) et de son épouse Silvia Sommerlath (1943) tandis que, par sa mère, ses grands-parents sont Erik Hellqvist (1949) et Marie Rotman (1957).
Il a un frère aîné, le prince Alexander de Suède (2016), un frère cadet, le prince Julian de Suède (2021), et une sœur cadette, la princesse Ines de Suède (2025).
Il est également le neveu de la princesse Victoria (1977), héritière du trône de Suède, et de la princesse Madeleine (1982).

## Biographie

### Naissance
En mars 2017, il est annoncé que le prince Carl Philip et la princesse Sofia attendent leur deuxième enfant. Le prince Gabriel naît le 31 août 2017 à l'hôpital de Danderyd, dans le comté de Stockholm. Il pèse 3,4 kg et mesure 49 centimètres. Une messe de Te Deum est organisée en son honneur dans la chapelle royale de Stockholm. Comme le veut le protocole, les prénoms et le titre du nouveau-né sont annoncés par le roi Charles XVI Gustave lors d'une réunion du Conseil. Le 4 septembre 2017, le roi octroie à son petit-fils le titre de duc de Dalécarlie.

### Baptême
Le baptême du prince Gabriel a lieu le 1er décembre 2017 en la chapelle du palais royal de Stockholm. La cérémonie est présidée par l'archevêque Anders Wejryd, assisté de l'évêque Johan Dalman et du révérend Michael Bjerkhagen. À son issue, 21 coups de canon sont tirés en l'honneur du prince Gabriel.
Le prince reçoit à cette occasion l'ordre des Séraphins. Il a pour parrains et marraines :
- la princesse Madeleine de Suède (sœur du prince Carl Philip) ;
- Thomas de Toledo Sommerlath (cousin du prince Carl Philip) ;
- Sara Hellqvist (sœur de la princesse Sofia) ;
- Carolina Pihl (ami de la princesse Sofia) ;
- Oscar Kylberg (ami du prince Carl Philip).

### Engagements publics
En 2020, le prince Gabriel de Suède, accompagné par ses parents, inaugure une aire de repos à son nom au sein de la réserve naturelle de Säterdalen. Cette aire de repos a été offerte au prince, à l'occasion de son baptême, par le comté de Dalécarlie.
En tant que membre de la famille royale de Suède, le prince Gabriel assiste aux grands événements qui ponctuent la vie monarchique de son pays, tels que le baptême de sa cousine, la princesse Adrienne, en 2018 ou l'arbre de Noël de la famille royale en 2024.
À la suite d'une décision du roi Charles XVI Gustave du 7 octobre 2019, les enfants du prince Carl Philip n'appartiennent plus à la maison royale et perdent leur traitement d'altesse royale. Bien qu'il fasse toujours partie de la famille royale et qu'il conserve son titre de prince, Gabriel est considéré comme une personne privée et n'est pas destiné à assumer des missions officielles au nom de la Couronne. Il n'aura aucune restriction sur son emploi futur et ses frais de subsistance ne seront pas couverts par les crédits du Parlement. Gabriel figure cependant dans l'ordre de succession au trône de Suède, où il occupe la sixième place.

## Titres et honneurs

### Titulature

Monogramme du prince Gabriel de Suède.

- 31 août 2017 - 7 octobre 2019 : Son Altesse Royale le prince Gabriel de Suède, duc de Dalécarlie (Dalarna) (naissance) ;
- Depuis le 7 octobre 2019 : Prince Gabriel de Suède, duc de Dalécarlie[12].

### Honneurs
- Chevalier de l'ordre des Séraphins (1er décembre 2017)[7].

### Armes
Les armoiries du Prince sont les suivantes :
| Blason | Blasonnement : Écartelé : à la croix pattée d'or, qui est la Croix de Saint-Eric, cantonnée en 1 et 4, d'azur à trois couronnes d'or posées 2 et 1 (qui est de Suède moderne), en 2, d'azur, à trois barres ondées d'argent, au lion couronné d'or armé et lampassé de gueules, brochant sur le tout (qui est de Suède ancien), en 3, d'azur à deux flèches d'or à la pointe d'argent passées en sautoir surmontées d'une couronne d'or (Dalécarlie), sur-le-tout de Vasa (tiercé en bande d'azur, d'argent et de gueules à la gerbe d'or brochant) et de Pontecorvo (d'azur, au pont à trois arches d'argent, sur une rivière de même, ombrée d'azur, et supportant deux tours du second ; le tout surmonté d'une aigle contournée au vol abaissé, becquée et membrée d'or empiétant un foudre de même accompagné en chef de sept étoiles d'or aussi rangées en forme de la constellation de la Grande Ourse (de Bernadotte)) |